# Centro Juventud Antoniana
Maillots
Dernière mise à jour : 16 avril 2025.
Le Centro Juventud Antoniana est un club argentin de football basé à Salta.